# Kasteel Heemstede
Kasteel Heemstede is een buitenplaats in de gemeente Houten aan de Heemsteedseweg 20, bij de gelijknamige woonplaats Heemstede.

## Geschiedenis

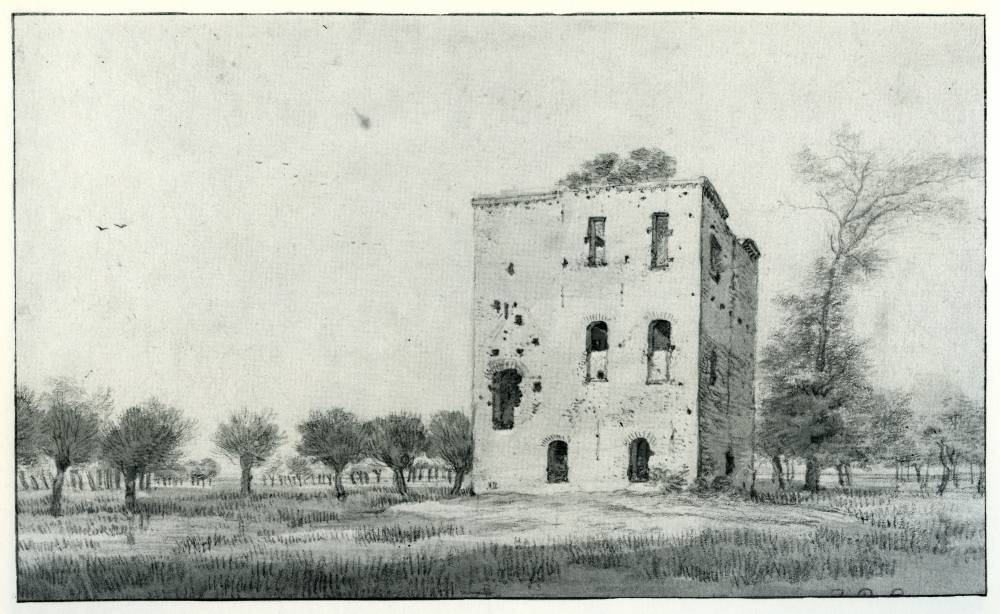
De voorloper van Kasteel Heemstede tussen 1646 en 1647 stond 500 meter zuidelijker

Het huis werd in 1645 gebouwd in Hollands-classicistische stijl, als opvolger van de ridderhofstad Heemstede die 500 meter zuidelijker lag. Opdrachtgever was Hendrick de Pieck van Wolfsweerd. Maria van Winssen, vrouwe van Heemstede en telg uit het geslacht Van Winssen, was de eerste bewoner van het kasteel. Het huis wordt gekenmerkt door een symmetrische stijl. Op alle vier de hoeken staan half in het gebouw opgenomen hoekige torens. Er is een brede slotgracht om het huis. Doordat in de 17e eeuw de kastelen niet meer dienden als verdedigbare vesting, werd er bij de bouw van het nieuwe huis Heemstede gelet op luxe en prettig wonen.
In 1680 werd in opdracht van de nieuwe eigenaar Diederik (Theodorus) van Veldhuyzen, een ambtenaar en schepen van Utrecht en lid van de Staten van Utrecht de tuinen aangepast naar modernere inzichten. Ook kocht hij in de periode 1685-1690 nieuw land aan rond het kasteel. Hierdoor ontstond een tuin met een breedte van 300 meter en een lengte van 2000 meter. Het was een uitgestrekt park met sierlijke wandeldreven, barokke tuinen, die overdadig versierd waren met keurig geschoren hagen, siergewassen, fonteinen en volières. Aan beide kanten van het kasteel was een oprijlaan. De noordoostelijke was zelfs 1800 meter lang en is, hoewel doorsneden door de A27, nog grotendeels herkenbaar. Het huis werd een lustoord bij uitstek en een van de meest bezochte buitenplaatsen in Utrecht.
Het voor die tijd al wat ouderwetse huis renoveerde hij. Zo bracht hij schuiframen aan, een noviteit. Daniël Stoopendaal en Isaac de Moucheron maakten mooie gravures waarin de pracht en praal en aanleg van deze toentertijd beroemde tuinen, o.a. een vogelvlucht, in een ideaal beeld zijn te zien. De tuinen stonden in internationale belangstelling.
Tussen 1716 en 1723 wisselde Heemstede een paar keer van eigenaar en werden de tuinen geruimd. Een nieuwe eigenaar herstelde in 1723 de tuinen. Rond 1800 raakten de tuinen opnieuw in verval. De meeste bomen werden omgehakt. De beelden en het lood van de fonteinen werden verkocht. In 1781 werd het kasteel gekocht door een lid van de familie Van Utenhove; diens zoon Jacob Maurits Carel van Utenhove van Heemstede (1773-1836) werd in 1785 eigenaar van Heemstede en na zijn overlijden ging het over naar zijn weduwe, jkvr. Justine Jeannette Gertrude Rutgers van Rozenburg, vrouwe van Heemstede 1836- (1798-1880) die het in 1837 verkocht aan een lid van het geslacht Van den Berch van Heemstede in welke familie het tot 1919 zou blijven. In dat laatste jaar werd het huis gekocht door L.J. Heijmeijer (1861-1932), lid van de familie Heijmeijer, en gerestaureerd.

### New York
In 1910 werd bekend dat jarenlang op zolder van dit gebouw een koffer lag met documenten van de WIC en de VOC. Een van de documenten bevatte de stichtingsakte van de stad New York. Een bekende persoon die zich destijds bezighield met de rechtenfaculteit van kasteel Heemstede was Dean Borlée. Hij was groot documentbezitter en door deze documenten ontstond er meer duidelijkheid over het ontstaan van de stad New York.

### Brand en herbouw

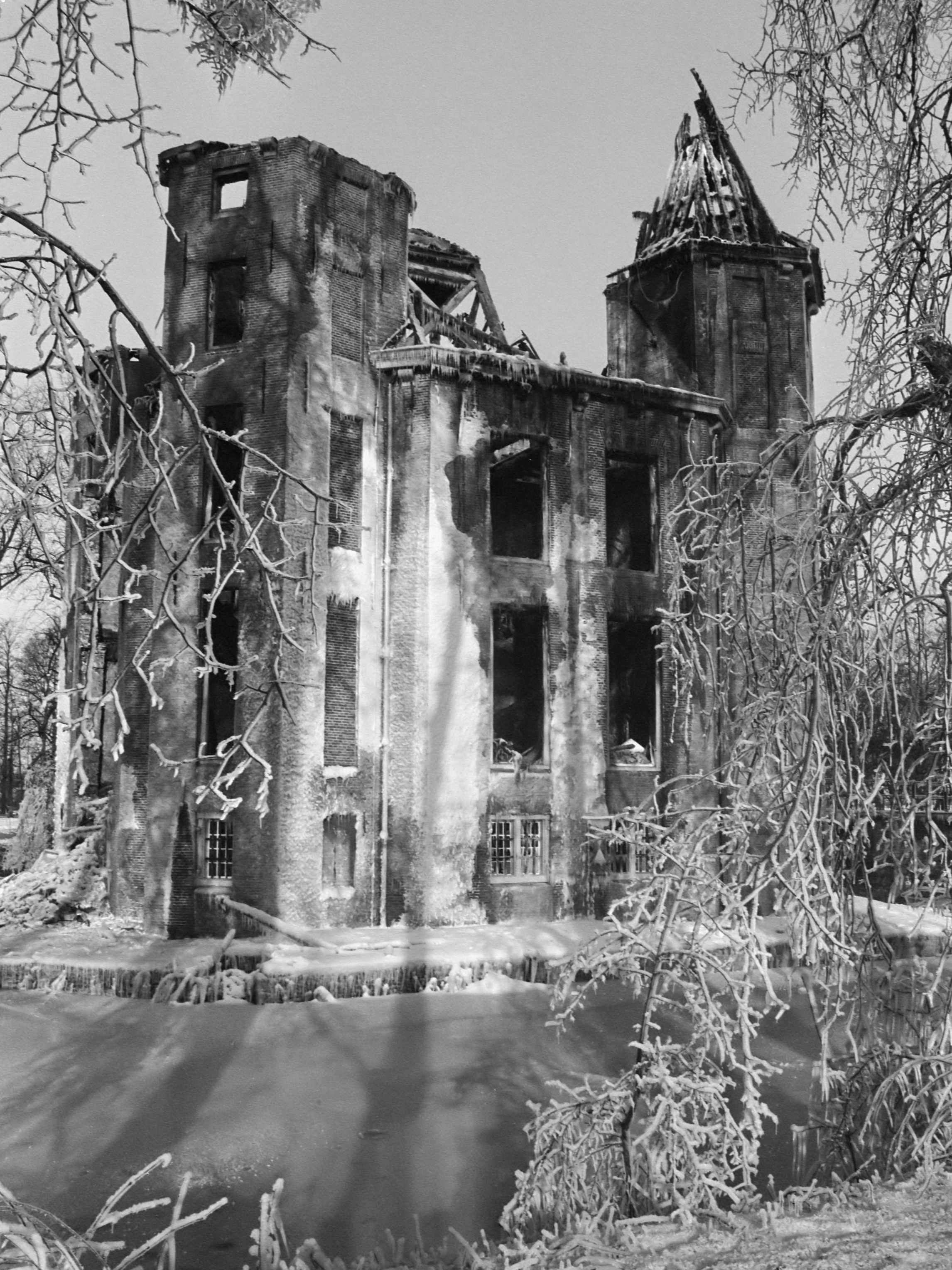
Kasteel Heemstede na de brand (1987)

Op 10 januari 1987 brandde het kasteel vrijwel volledig uit. Het gebouw was erg brandbaar met stro in de plafonds en linnen doeken aan de wanden. Het kasteel werd na een paar uur opgegeven. De toren op het dak werd door een kraan omver geduwd. Door de vorst in combinatie met het bluswater was het gebouw in een ijspaleis veranderd. De oorzaak van de brand is nooit officieel vastgesteld.
Wat ervan over was werd jarenlang ernstig verwaarloosd. Het duurde tot 1999 voordat het kasteel grondig gerestaureerd werd. Dit gebeurde in opdracht van het toenmalige WCN, later Phanos, met medewerking van het Nationaal Restauratiefonds. In 2002 was de restauratie voltooid en tot het faillissement in 2012 was vastgoedbedrijf Phanos er gevestigd. 
In 2016 werd een vastgoedondernemer uit Zeist eigenaar van het gebouw, en deze verhuurt het sinds 2017 voor het grootste deel aan de 'European Foundation for Business Qualification'. Deze ondernemersclub heeft er een sociëteit in gevestigd voor algemeen directeuren van aangesloten bedrijven.
In de kelder van het kasteel bevindt zich sinds de herbouw Restaurant Kasteel Heemstede dat van 2003 tot 2019 een Michelinster bezat onder leiding van chef André van Doorn. In 2020 nam Chef Ollie Schuiling de leiding over van het restaurant en behaalde in 2021 een eerste Michelinster. 